# Distrito de Tararua

O Distrito de Tararua localiza-se perto do porção sudeste da Ilha Norte da Nova Zelândia. Criado em 1989, ele foi nomeado pelo governo central conjugando os nomes dos Montes Tararua ao Sul e dos Montes Ruahine ao Norte (Tara e Rua, formando Tararua) Tinha uma população estimada em 2015 de 17.400 habitantes, e uma área de 4.360,56 km².